# Леонид Утесов
Леонид Осипович Утесов, такође читано Утјосов, рођен Лазар ( Лејзер ) Јосифович Вајсбејн или Вајсбајн (22. март (по јулијанском календару 10. март) 1895, Одеса – 9. март 1982, Москва), био је познати совјетски певач и комични глумац, који је постао први поп певач коме је 1965. додељена престижна титула Народног уметника СССР-а.

## Биографија
Леонид Утесов је одрастао у Одеси, Руска Империја, и похађао је трговачку школу Фајг, коју је напустио и придружио се трупи циркуса Бороданов као акробата. Своју сценску каријеру започео је 1911. у Кременчугу, а затим се вратио у Одесу, променио уметничко име у Леонид Утесов и наступао као стенд-ап комичар са трупом Росанов и позориштем Ришељавски. Године 1917. победио је на певачком такмичењу у Гомељу,Белорусија, а затим је наступао у Москви.
Двадесетих година 20. века преселио се у Лењинград и основао један од првих совјетских џез бендова. У Лењинграду је започео сарадњу са популарним композитором Исаком Дунајевским, што се показало као пробој за оба уметника. У то време, Утесов је изградио бенд од најбољих музичара доступних у Лењинграду и створио свој сопствени стил – џез шоу са стенд-ап комедијом, који је мешао неколико стилова, од руских народних песама до разних међународних космополитских жанрова. Године 1928. Утесов је био на турнеји по Европи и присуствовао наступима америчких џез бендова у Паризу, што је утицало на његов стил. Током 1930-их, Утесов и његов бенд под називом „Теа-Џез“ (портманто позоришног џеза) имали су редовну свирку у Мермерној сали Кировске палате културе у Лењинграду. Утесовљев џез бенд је такође наступао у Лењинградском позоришту Мале опере, у "Свобода-театру" и у Лењинградској музичкој дворани. У својим наступима, Утесов је испоручио различите музичке стилове, укључујући жанрове као што су амерички џез, аргентински танго, француска шансона, оптимистични плес и руска народна музика.
Његова популарност је била у порасту 1930-их када је глумио са Љубовом Орловом у комедији Весели људи. У њему је Утесов извео хитове попут "Срце". Током Другог светског рата, Утесов је наступао на линијама фронта, помажући да се подигне дух совјетских војника који су се борили против нациста. Донирао је два авиона Ла-5 5. гардијском пуку ловачке авијације; један од авиона је назван "Весели људи". После састанка са Виталијем Попковим, командантом лета "певачке" ескадриле и шефом аматерског фронтовог оркестра, Леонид Осипович је ескадрили поклонио четрдесет две своје винилне плоче. На Дан победе (9. маја 1945), Утесов је наступио на Свердловском тргу у Москви.
Утесов је до краја живота живео у Москви, иако је у многим својим песмама алудирао на свој родни град Одесу, где му је 2000. године посвећен споменик.